# Roswitha (nome)
Roswitha  è un nome proprio di persona tedesco femminile.

## Varianti in altre lingue
- Germanico: Hrotsuitha[1], Hrotsvitha, Hroswitha, Hrotsvit, Hrosvit
- Polacco: Rozwita
- Sloveno: Rosvita

## Origine e diffusione
Continua il nome germanico Hrotsuitha che, composto da hrod ("fama", da cui anche Roberta, Rosalinda, Rolando, Rosendo e Rodrigo) e swinþ ("forza", presente anche in Millicent), significa "famosa forza". È noto per essere stato portato da Roswitha di Gandersheim, una suora sassone del X secolo, che viene considerata la prima poetessa tedesca.

## Onomastico
Il nome è portato da Santa Rosvita (Roswitha o Rotswindis), religiosa tedesca dell'VIII secolo e badessa di Liesborn, venerata dalla chiesa cattolica. L'onomastico è il 29 aprile.

## Persone

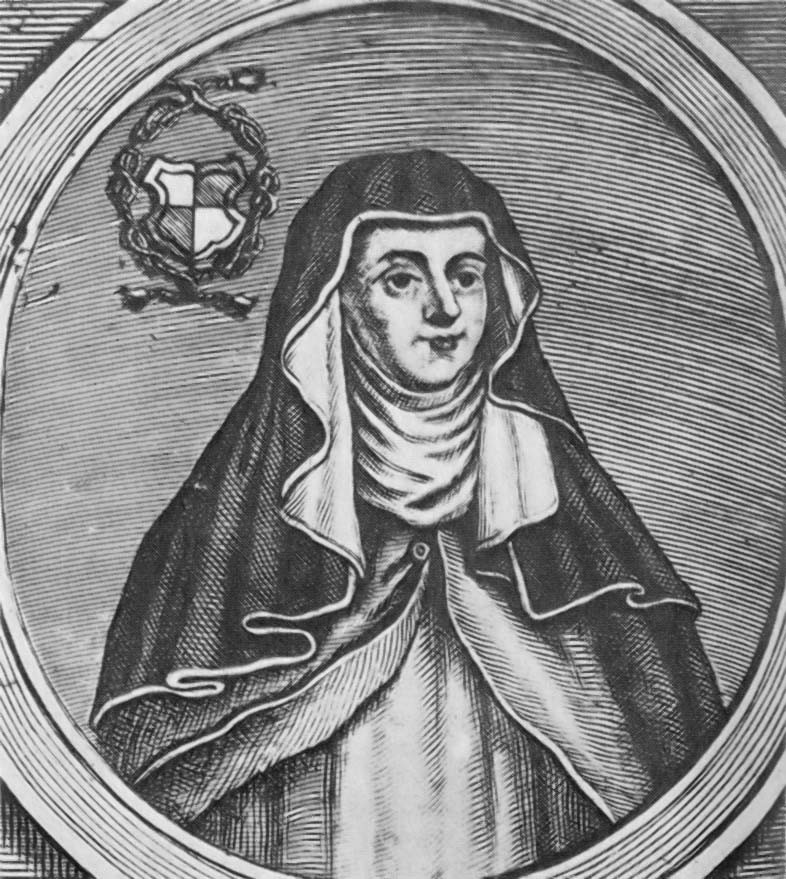
Roswitha di Gandersheim

- Roswitha di Gandersheim, religiosa e poetessa tedesca
- Roswitha Esser, canoista tedesca
- Roswitha Krause, nuotatrice e pallamanista tedesca
- Roswitha Schreiner, attrice tedesca
- Roswitha Steiner, sciatrice alpina austriaca

## Il nome nelle arti
- Roswitha è un personaggio del romanzo di Theodor Fontane Effi Briest.
- Roswitha è un personaggio del film del 1991 Salmonberries - A piedi nudi nella neve, diretto da Percy Adlon.
- Roswitha Bartels è un personaggio della serie televisiva Squadra Speciale Cobra 11.
- Roswitha Raguna è un personaggio del romanzo di Günter Grass Il tamburo di latta, e dell'omonimo film del 1979 da esso tratto, diretto da Volker Schlöndorff.

## Toponimi
- 615 Roswitha è un asteroide della fascia principale, che prende il nome dalla poetessa.